# Florac
Florac város Franciaország déli részén, Okcitánia régióban; korábbi község Lozère megye déli részén. Kerületi központ, a Cévenneki Nemzeti Park központja, jelentős idegenforgalommal.
2016. január 1-jén La Salle-Prunet korábbi községgel egyesült és az így létrejött Florac Trois Rivières új község része lett.

## Fekvése
Florac a Tarn folyó felső folyásánál fekszik, 542 méteres tengerszint feletti magasságban. Itt ömlik a Tarnba a délről érkező Tarnon és Mimente. Délkeletről a Cévennek, nyugatról és délnyugatról a Causse Méjean karsztfennsíkja, északról a Mont Lozère gránithegysége határolja. Területének 23%-át (6,94 km²) erdő borítja.
A megyeszékhelytől 40 km-re délre fekszik, a Montmirat-hágón (1046 m) átvezető N106-os főút köti vele össze, mely délkeletre halad tovább Alès felé (70 km). Floractól nyugatra, Ispagnacnál kezdődik a Tarn szurdokvölgye (Gorges du Tarn), mely a város egyik fő turisztikai vonzereje. A Cévenneken áthaladó panorámaút (Corniche des Cévennes) északi végpontja szintén itt van.
Közigazgatásilag hozzátartozik: Monteils, Le Pont du Tarn, Saint-Julien-du-Gourg, Tardonnenche, Valbelle.
Területe 29,96 km², a következő községekkel határos: Saint-Laurent-de-Trèves (délről), Vebron (délnyugatról), Montbrun (nyugatról), Quézac (északnyugatról), Bédouès (északkeletről), La Salle-Prunet (keletről).

## Története
Florac egyike volt a történelmi Gévaudan 8 báróságának. A floraci Anduze-bárók a 13. században építették itt fel várukat. A 16. századi vallásháborúk során Florac a hugenották (akiknek egyik fő bázisa a Cévennekben volt) kezére került, akik lerombolták templomait és várát. A katolikus seregek 1630-ban foglalták vissza.
1689-ben a Cévennek hugenotta lakói sikertelenül ostromolták Floracot, ahol a király dragonyosai állomásoztak. A 18. század elején a camisard felkelés során is súlyos harcok színhelye volt (1702-1705). A 18. században a Cévennek selyemhernyó-tenyésztésének központja lett. A 19. században a selyemhernyó-tenyésztés hanyatlásnak indult, megindult az elvándorlás. 1894-ben itt alapította meg Paul Amal a Cévenneki Klubot. Napjainkban Florac a megye déli részét magába foglaló kerület központja, alprefektúrával.

### Demográfia
| Év   | Lakosság |
| ---- | -------- |
| 1793 | 1717     |
| 1851 | 2600     |
| 1876 | 2172     |
| 1901 | 1953     |
| 1936 | 1619     |

| Év   | Lakosság |
| ---- | -------- |
| 1946 | 1472     |
| 1954 | 1452     |
| 1962 | 1532     |
| 1968 | 1675     |

| Év   | Lakosság |
| ---- | -------- |
| 1975 | 1958     |
| 1982 | 2035     |
| 1990 | 2065     |
| 1999 | 1996     |
| 2010 | 1942     |

## Nevezetességek
- Floraci várkastély (Château) - eredetileg a 13. században épült, mint a floraci bárók székhelye. A vallásháborúk idején elpusztult, 1652-ben építették újjá. A forradalom idején sóraktár lett, majd 1810 után börtön. 1976 óta itt székel a Cévenneki Nemzeti Park igazgatósága.
- Régi kőhíd a Tarnon-on
- La Maison de la Congrégation - a 17. századi, de reneszánsz homlokzatú egykori kapucinus klastrom később alprefektúraként majd iskolaként szolgált.
- Pêcher-forrás - a Causse Méjean peremén fakadó bővízű karsztforrás, melyből vízesésekkel teli patak ered.

## Jelképek
A város jelképe a címer, mely vörös alapon három aranyszínű csillagot ábrázol. A címer az Anduze-bárók családi címerén alapul.

## Képtár

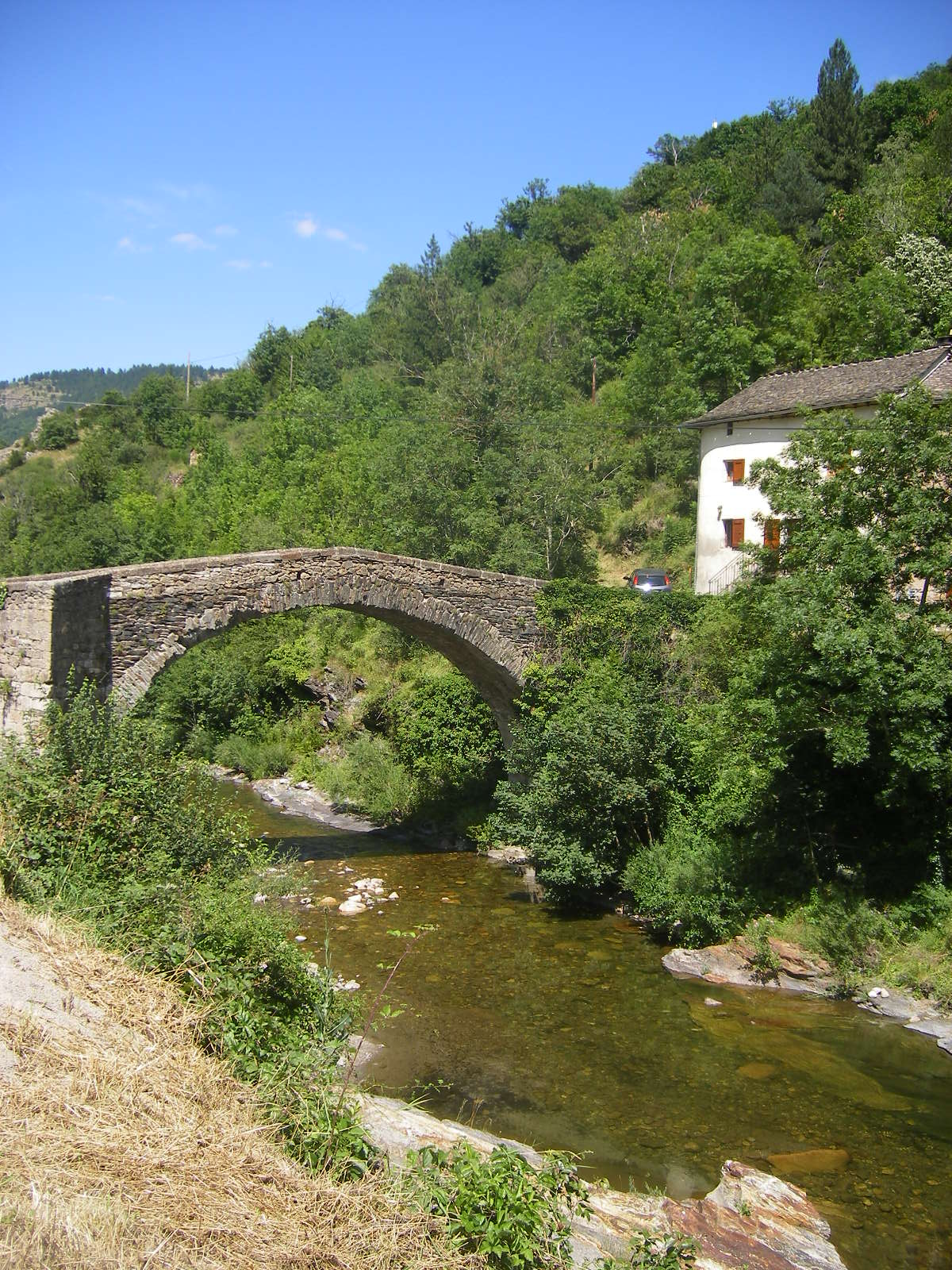
Híd a Tarnonon
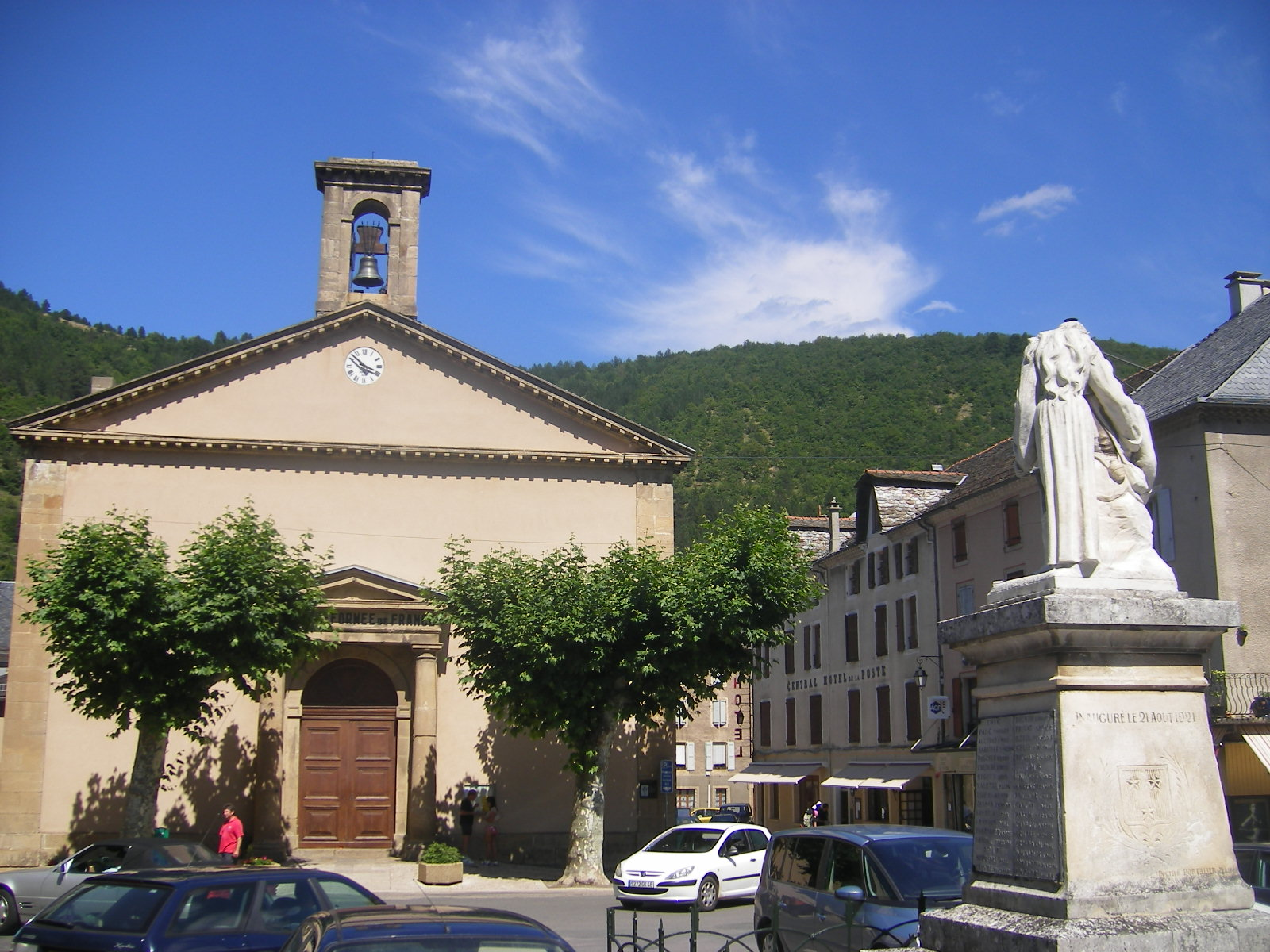
Florac - tér
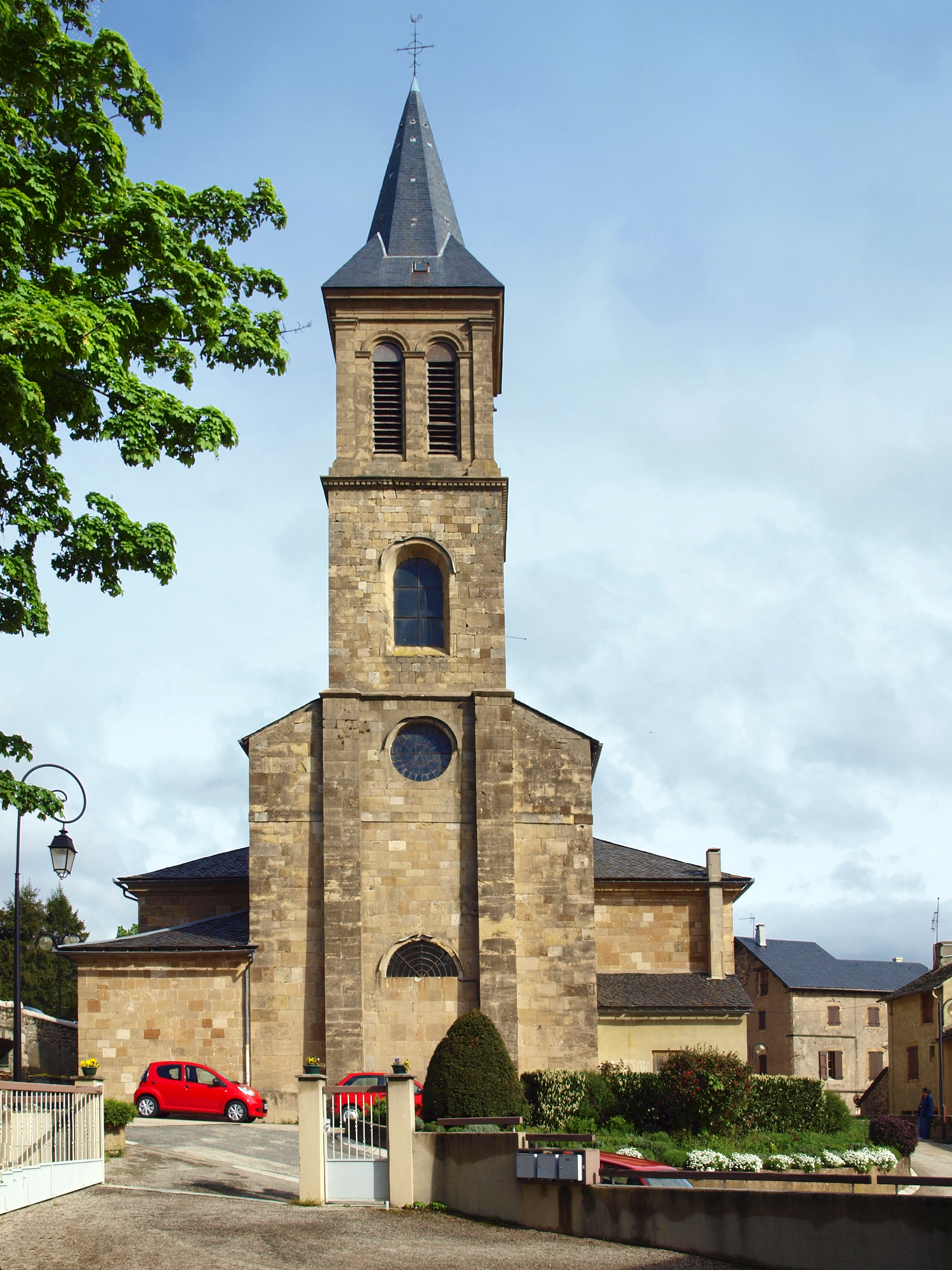
Saint-Martin-templom
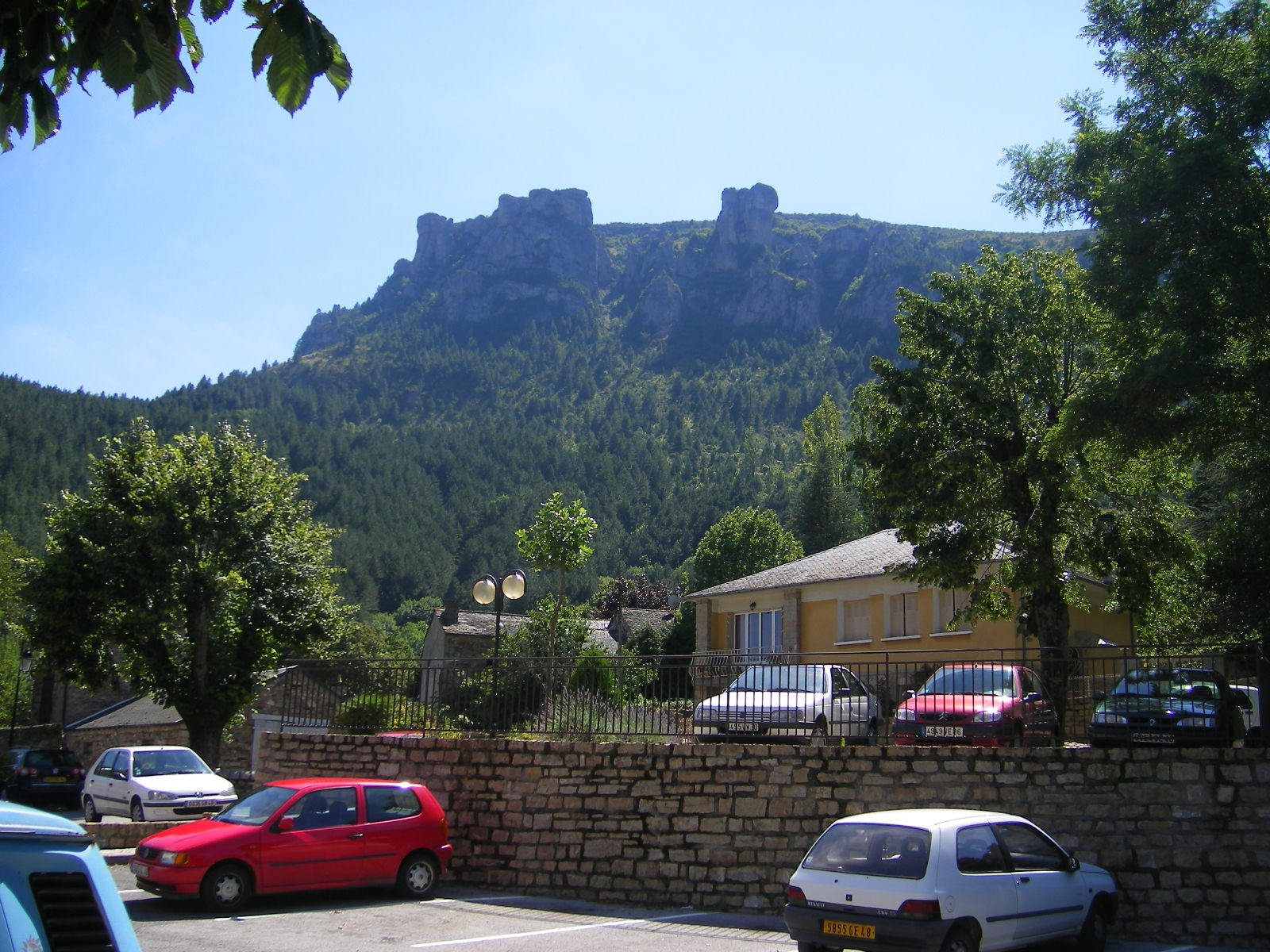
Háttérben a Causse Méjean pereme
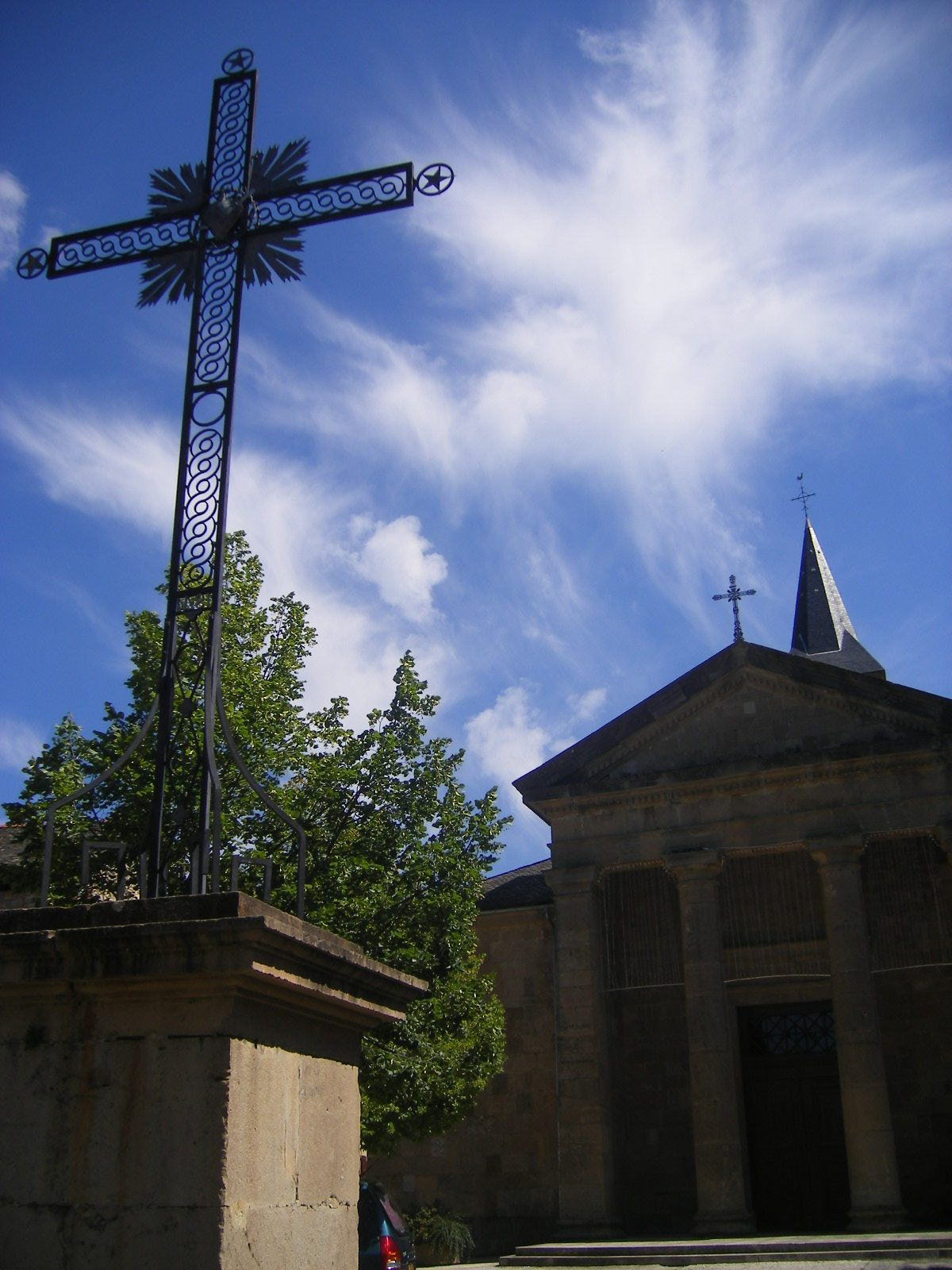
Vaskereszt a templom előtt
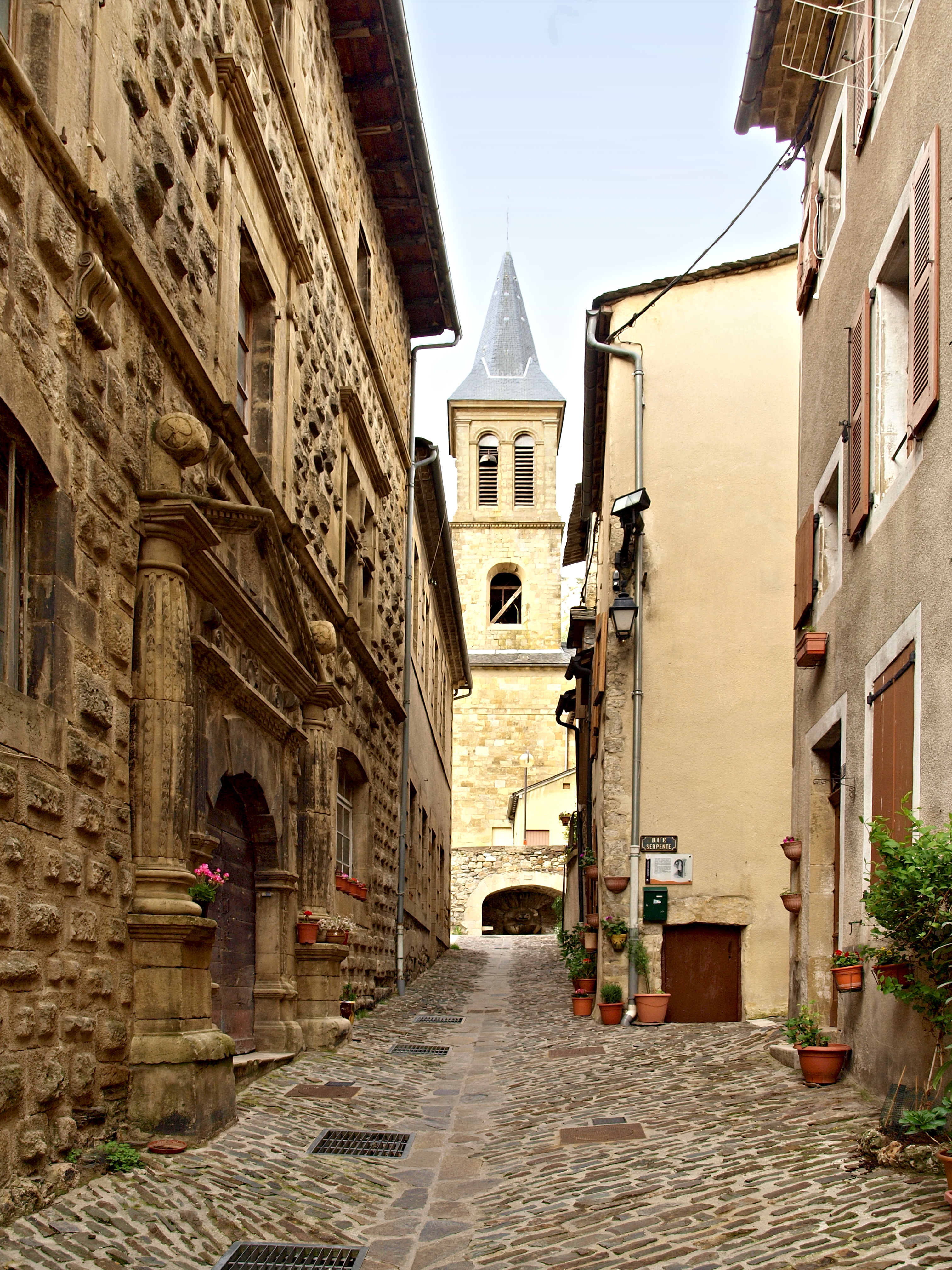
Óvárosi utca
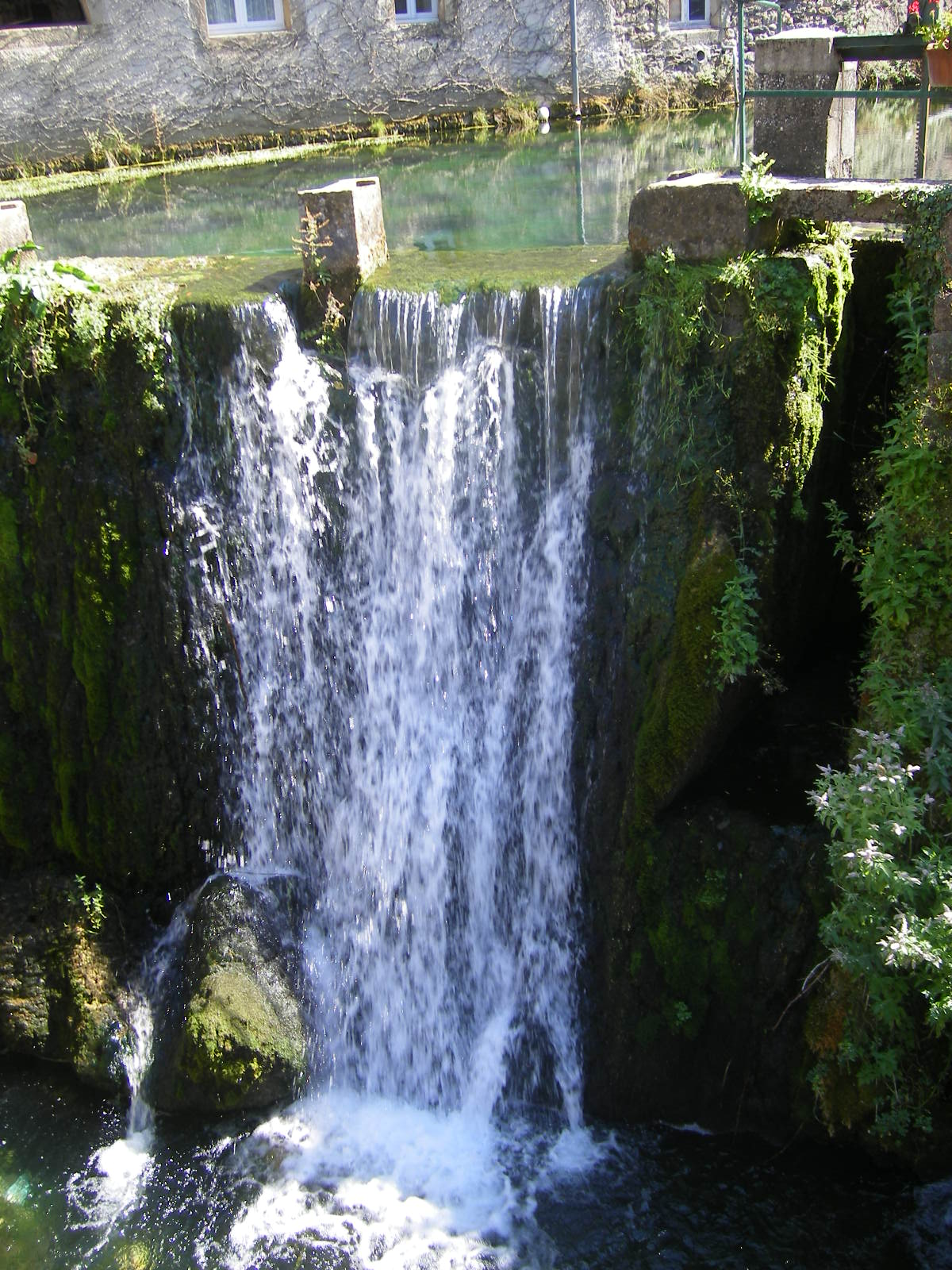
A Pêcher-patak
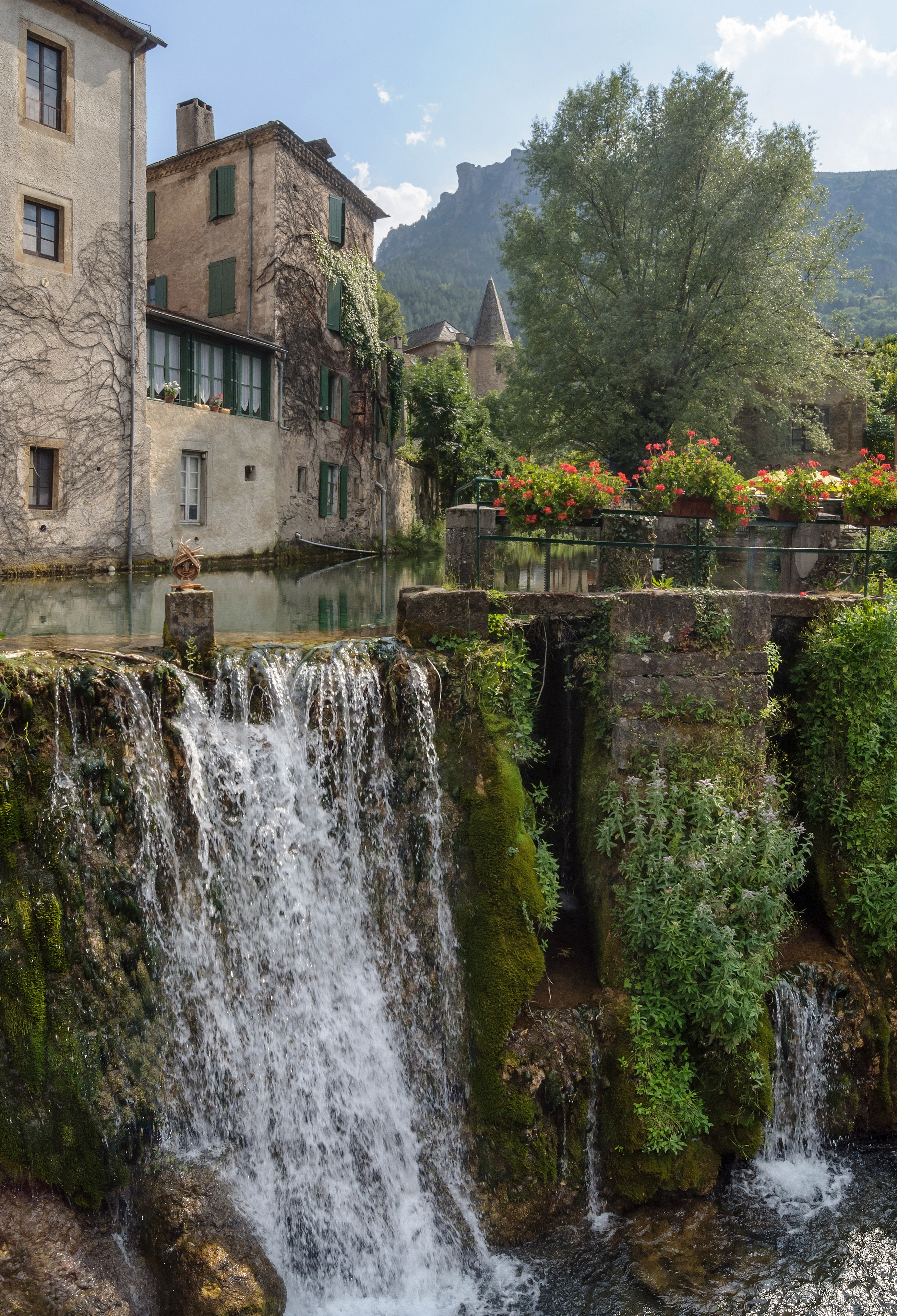
Háttérben a Causse Méjean
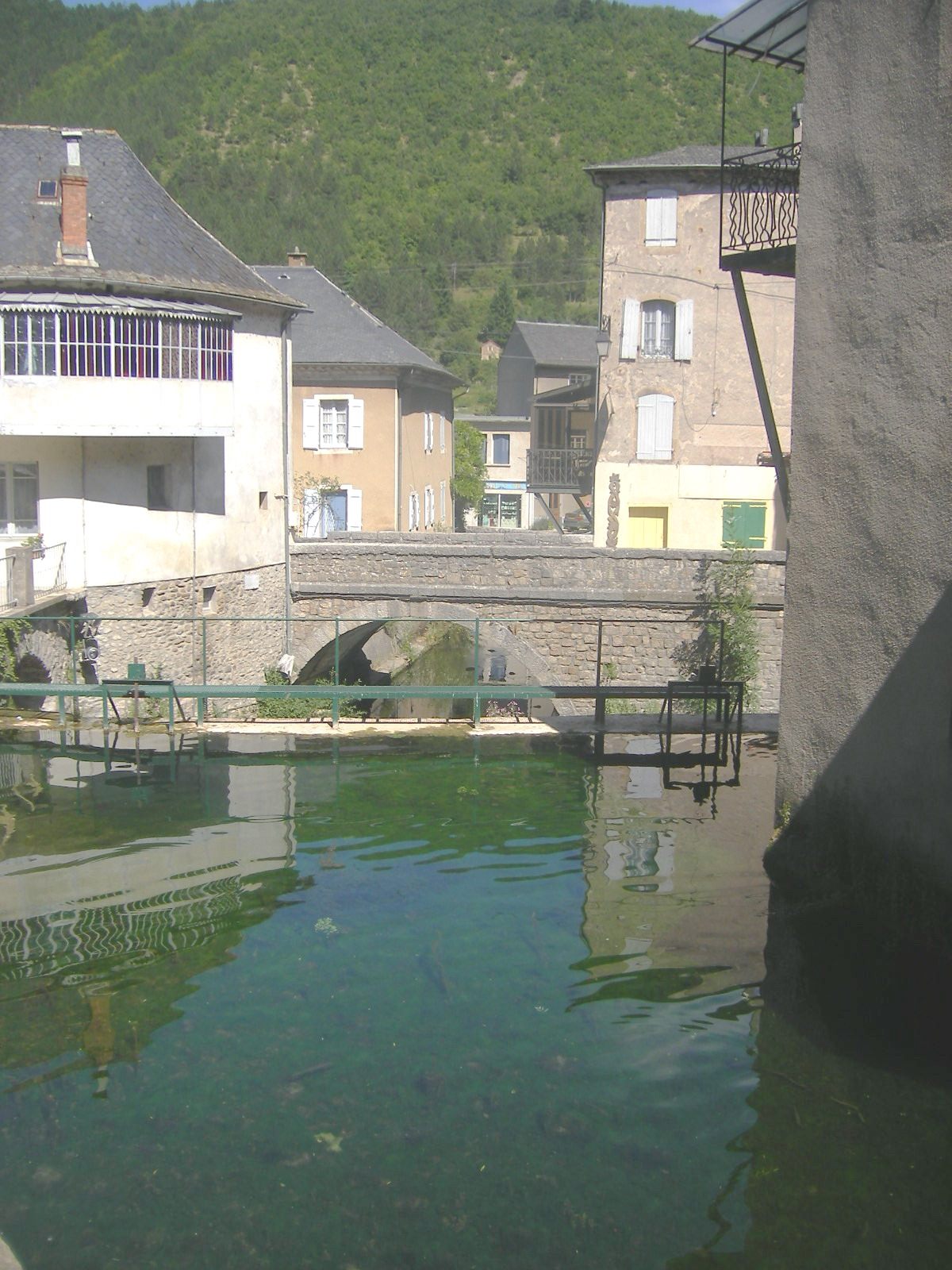
Híd a Pêcher patakon
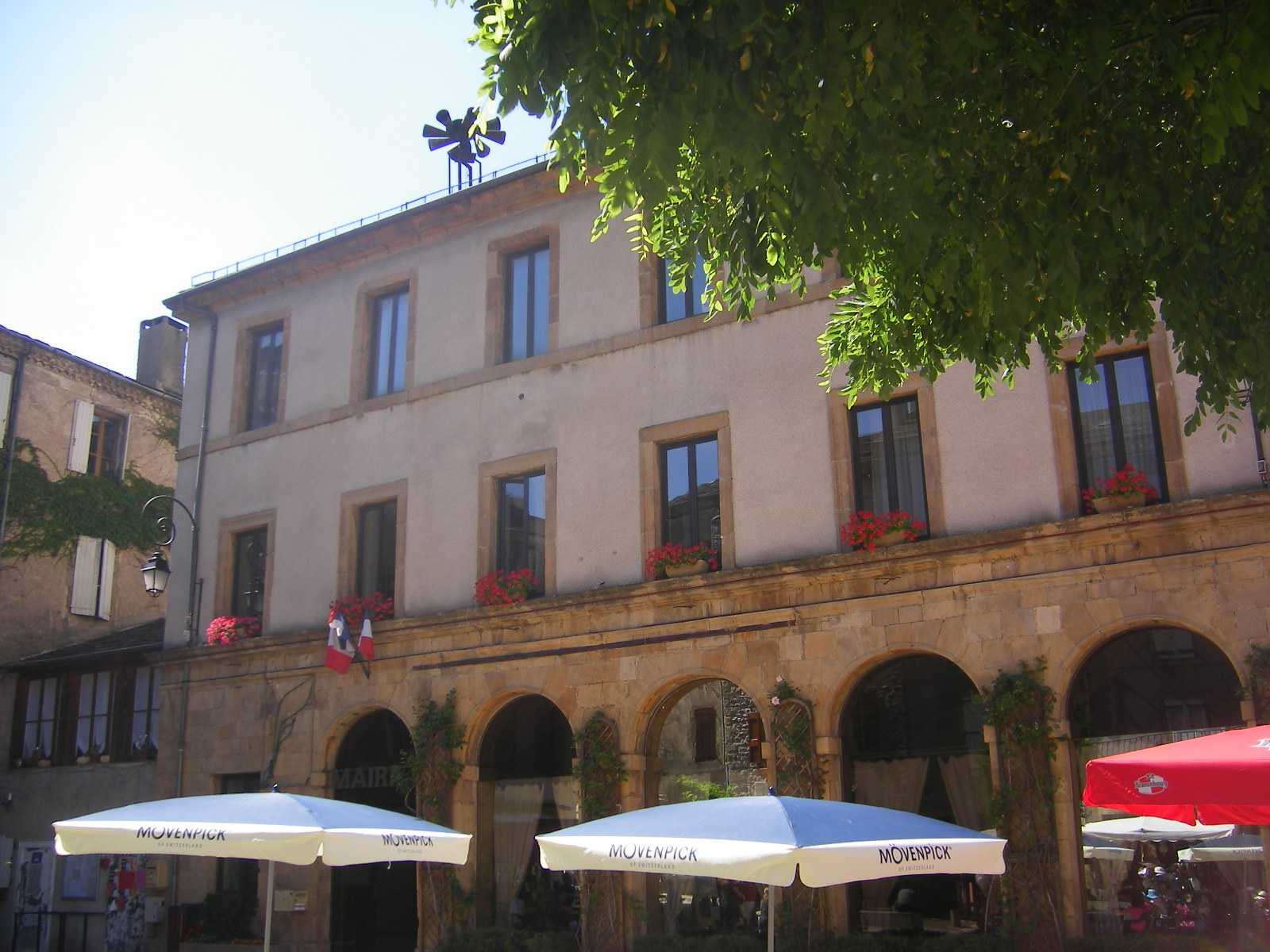
Városháza
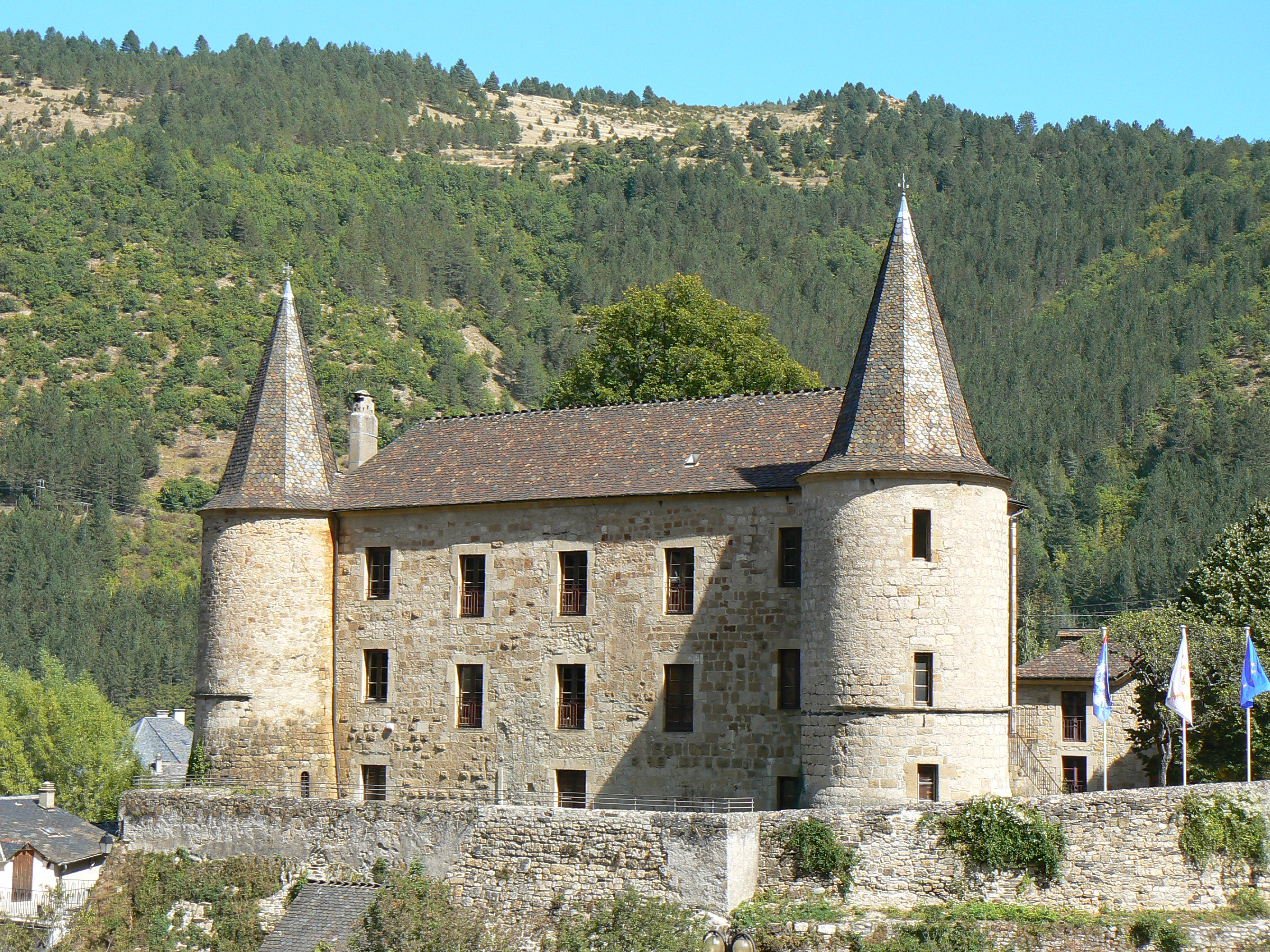
Kastély
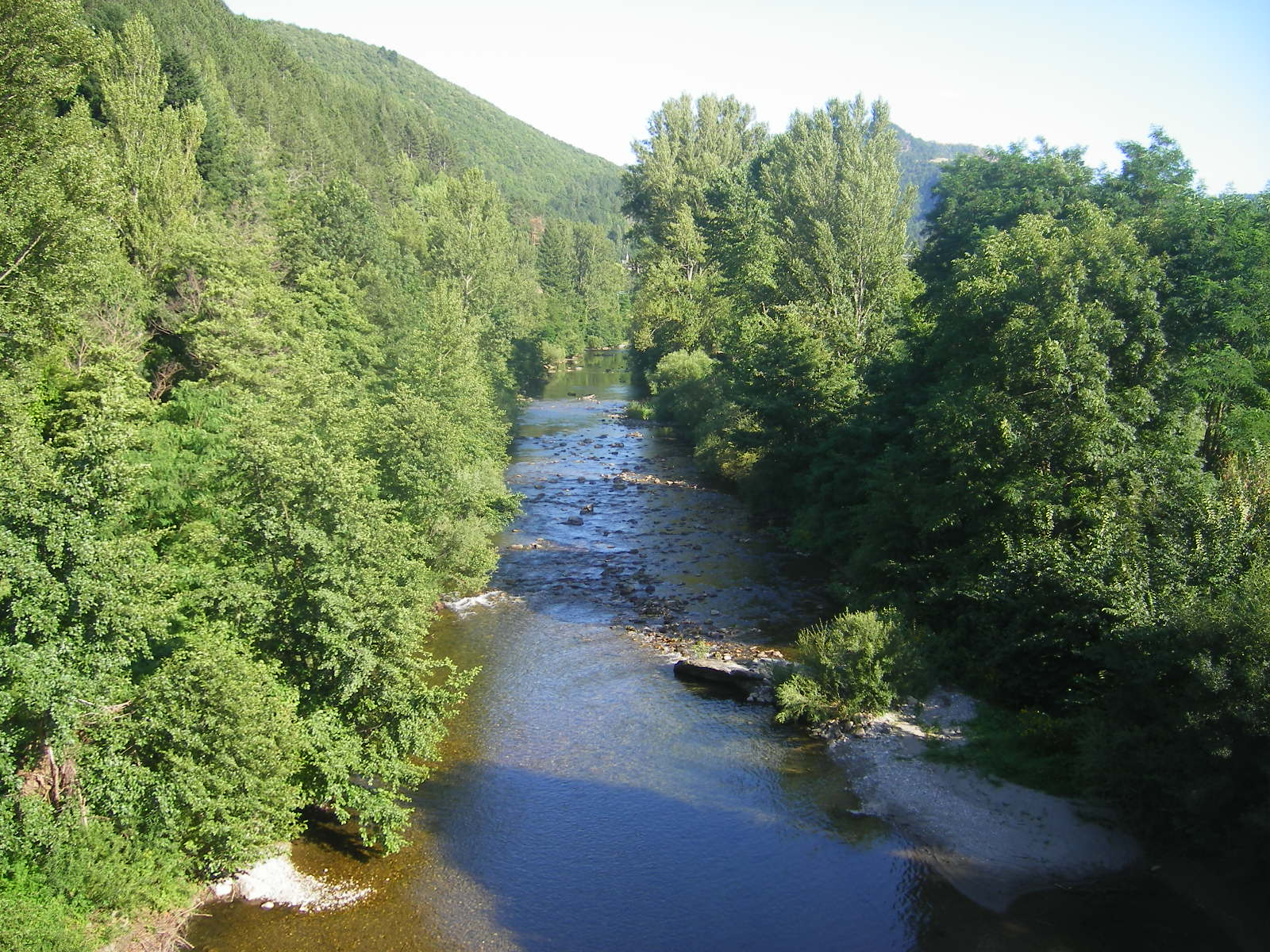
A Tarn folyó
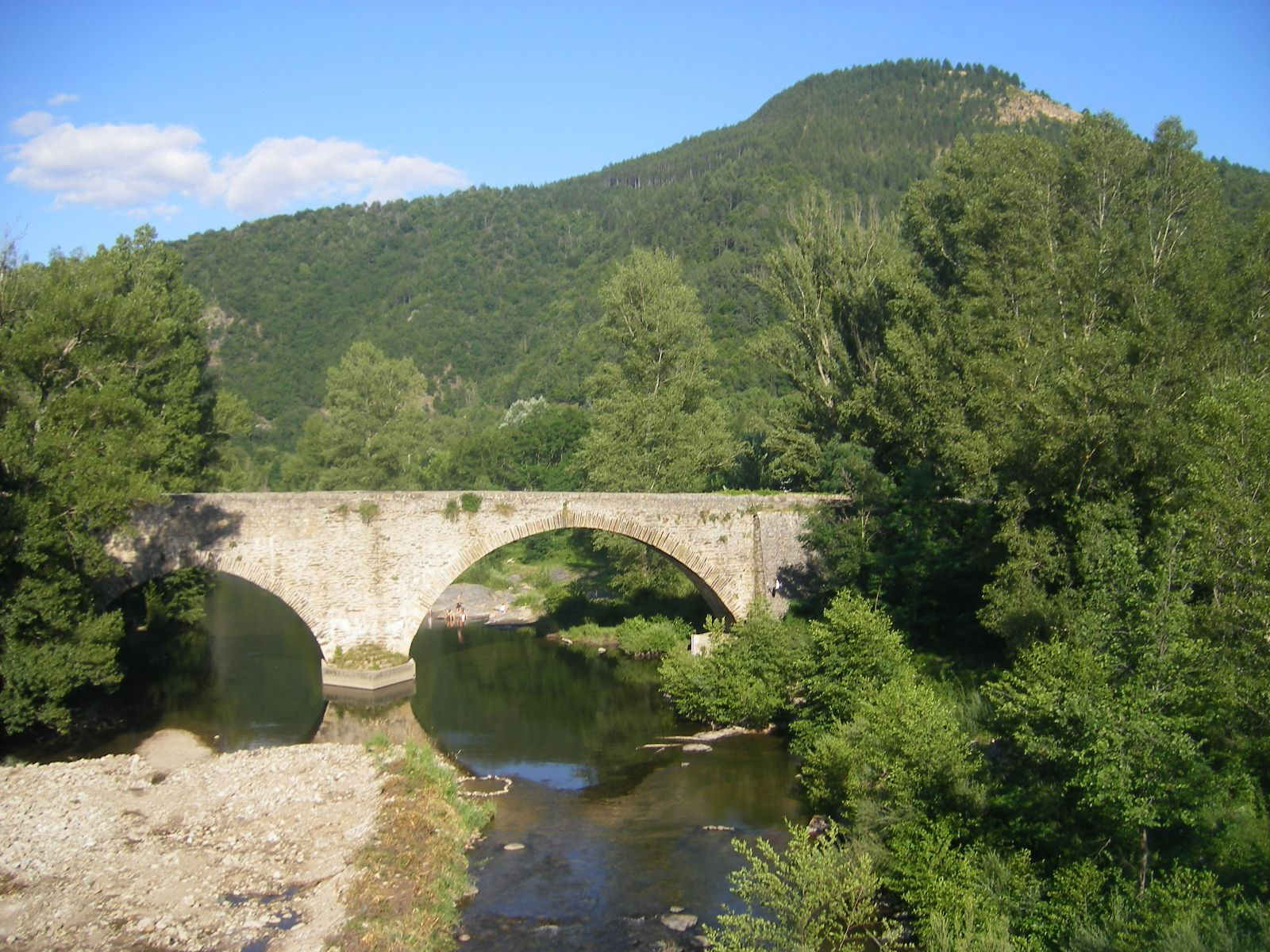
Híd a Tarnon
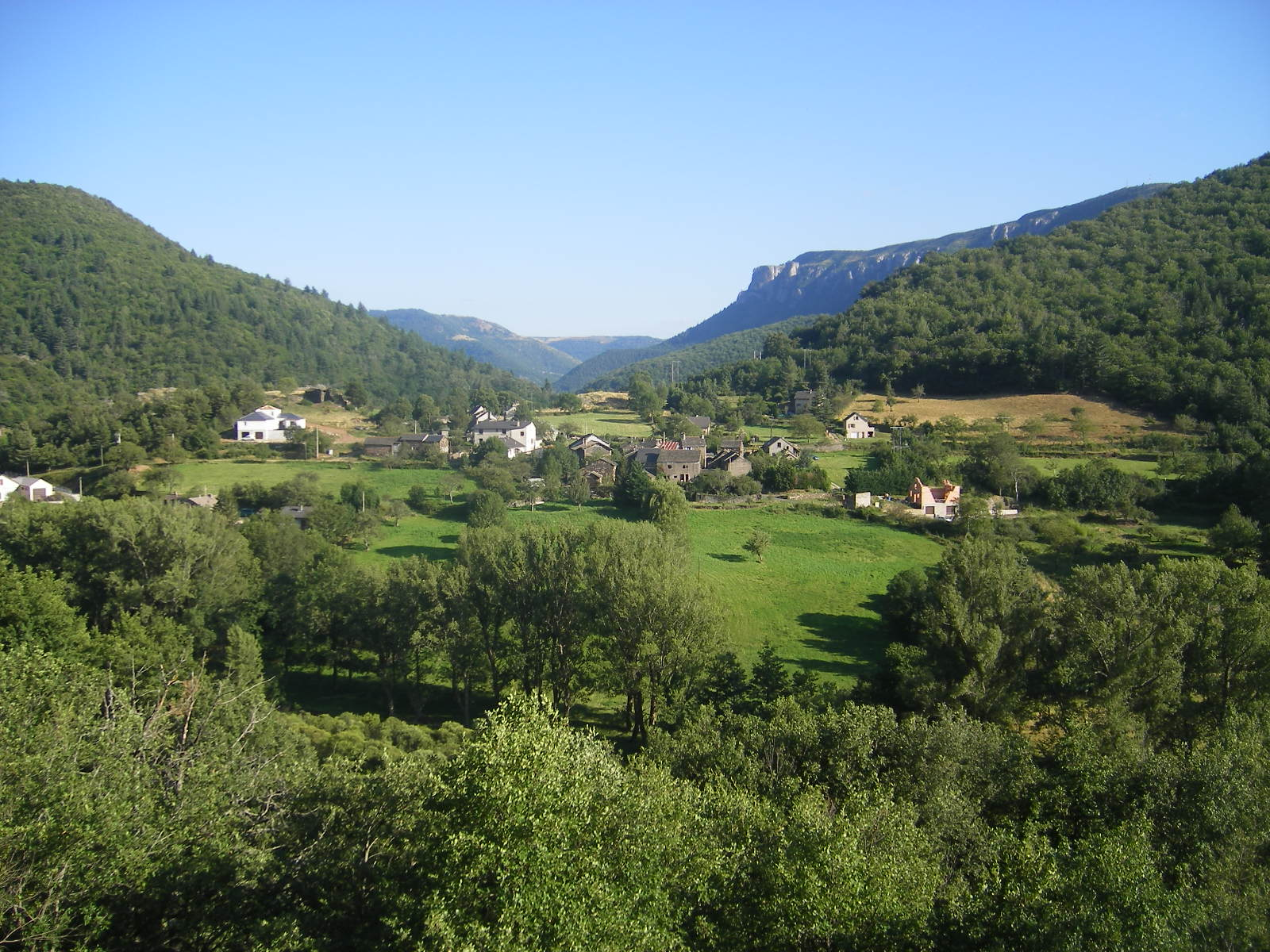
Saint-Julien-du-Gourg

## Híres emberek
- Léon Boyer (1851-1886) - hídépítő mérnök, Gustave Eiffel munkatársa itt született.
- Paul Amal (1871-1950)- barlangász, természetjáró, a Cévenneki Klub alapítója itt született.

## Testvérvárosok
- L’Anse-Saint-Jean, Kanada
- Arbúcies, Spanyolország

## Kapcsolódó szócikk
- Lozère megye községei